# Beinn na' Leac
Beinn na' Leac är ett berg i Storbritannien.   Det ligger i kommunen Highland och riksdelen Skottland, i den nordvästra delen av landet, 700 km nordväst om huvudstaden London. Toppen på Beinn na' Leac är 307 meter över havet. Beinn na' Leac ligger på ön Isle of Raasay.
Terrängen runt Beinn na' Leac är huvudsakligen kuperad, men österut är den platt. Havet är nära Beinn na' Leac åt nordost.